# Кріса Михайло
Михайло Кріса (псевдо: «Кобзар»; 1922, с. Велика Березовиця, нині Тернопільського району Тернопільської області — 16 грудня 1952, Проскурів) — український військовик, керівник боївки ОУН, що діяла в Київській області до весни 1952 року. Лицар «Бронзового Хреста Заслуги» (02.09.1947) та медалі «За боротьбу в особливо важких умовах» (30.06.1948).

## Життєпис

Михайло Кріса в підпіллі ОУН

Народився у селі Велика Березовиця біля Тернополя. У жовтні 1943 року станичним с. Велика Березовиця Ільом Іваніцьким («Ілья») прийнятий в ОУН, у листопаді того ж року добровольцем вступив у сотню УНС «Буйні» (стрілець під псевдо «Блуд»). У жовтні 1944 року, після розформування сотні, включений у склад Микулинецької районної боївки «Орлича».
У кінці 1944 року включений у групу референта СБ Кам'янець-Подільської округи Мирослава Котовича «Олексія», яку готували для діяльності на східно-українських землях. Восени 1945 року цю групу в Буданівському районі розбито, залишився в Гусятинському районі, де перебував до середини 1946 року. У цей час був бойовиком окружного референта СБ Кам'янець-Подільщини.
Літом 1946 року, спільно з провідником «Сергієм» (ймовірно, районний референт СБ Гримайлівщини), переправились для діяльності на СУЗ. Із літа 1946 по травень 1950 року підпорядковувався Дунаївецькому надрайонному провідникові «Луговому», потім «Алкіду». З травня 1950 по травень 1951 року діяв у боївці провідника «Богдана» у Віньковецькому надрайоні.
У травні 1951 року його повернуто з Віньковецького в Дунаївецький надрайон та скеровано на територію Київщини для розгортання підпільної діяльності. Командир групи (порядковий номер «ІІІ»). Протягом 14 червня — 7 липня боївка Кобзара, у складі підпільників «Орлича» та «Богуна», діяла на території Білоцерківського, Богуславського, Ставищанського районів Київської області.
Заарештований у ніч з 20 на 21 квітня 1952 року разом з підпільником Михайлом Оліяником «Богданом», міжобласною оперативною групою Кам'янець-Подільської, Вінницької та Київської областей, в лісовому масиві західніше м. Ставище Київської області.
На одному з перших допитів Михайло Кріса заявив слідчим:
|  | Я не бажаю видавати органам радянської влади тих, хто мені допомагав у моїй діяльності... Я є ворогом радянської влади і не бажаю приховувати те, що брав активну участь у проведені терористичних актів проти радянських громадян. |

Розстріляний у Проскурові 16 грудня 1952 року.

## Нагороди
За діяльність у підпіллі, відповідно до відомих наказів ВО-3 «Лисоня» та ГВШ УПА, відзначений «Бронзовим Хрестом Заслуги» (02.09.1947) та медаллю «За боротьбу в особливо важких умовах» (30.06.1948).